# Jean Constantin Protain
Jean Constantin Protain (* 6. Januar 1769 in Paris; † 24. Dezember 1837 ebenda) war ein französischer Architekt und Diplomat.

## Leben
Protain war ein Sohn des Malers Jacques Charles Protain und dessen Ehefrau Dieudonnée Tardif, sein Zwillingsbruder war der Maler Jacques Alexandre Protain. Nach seinem Schulbesuch und kurzem künstlerischen Unterricht durch seinen Vater studierte Protain in Paris Architektur. Dort wurde der Mathematiker Gaspard Monge auf ihn aufmerksam und holte ihn 1794 an seine neu gegründete École centrale de travaux public. Dort macht Protain auch die Bekanntschaft mit Bertrand Alibert.
Für kurze Zeit vertrat Protain sein Land am Hof von Sultan Selim III. (→Hohe Pforte) in Konstantinopel. Zurück in Paris lebte er für einige Zeit im Haushalt General Jean-Baptiste Klébers. Als Napoleon Bonaparte 1798 seine Ägyptische Expedition plante, verschaffte General Kléber Protain eine Stelle in der Commission des sciences et des arts, welche auf Wunsch Napoleon parallel zu dessen militärischen Aktionen das Land in allen Facetten erforschen sollten. In dieser Commission traf er u. a. auch seinen Kollegen Alibert wieder.
Mit Wirkung vom 21. Januar 1800 wurde Protain Mitglied des Institut d’Égypte und arbeitete auch an der Description de l’Égypte mit. Am 14. Juni 1800 begleitete Protain in Kairo den oberkommandierenden General Kléber bei einem Spaziergang. Dabei wurde Kléber von einem Attentäter ermordet und er selber verletzt. Nach seiner Gesundung ließ Napoleon Protain heimkehren, wo dieser weiter an der Illustrierung der „Description“ arbeitete.
Am 24. Dezember 1837 starb Jean Constantin Protain in Paris und fand dort auch seine letzte Ruhestätte.

## Trivia
Der Maler André Dutertre (1753–1842) schuf ein Porträt von Protain.

## Ehrungen
- 17. Januar 1815 Ritter der Ehrenlegion